# Сен-Сори
Сен-Сори́ (фр. Saint-Saury, окс. Sant Saury) — коммуна во Франции, находится в регионе Овернь. Департамент — Канталь. Входит в состав кантона Сен-Маме-ла-Сальвета. Округ коммуны — Орийак.
Код INSEE коммуны — 15214.
Коммуна расположена приблизительно в 450 км к югу от Парижа, в 130 км юго-западнее Клермон-Феррана, в 25 км к западу от Орийака.

## Население
Население коммуны на 2008 год составляло 203 человека.
| 1962 | 1968 | 1975 | 1982 | 1990 | 1999 | 2008 |
| ---- | ---- | ---- | ---- | ---- | ---- | ---- |
| 274  | 314  | 286  | 250  | 221  | 187  | 203  |

## Экономика
В 2007 году среди 121 человека в трудоспособном возрасте (15—64 лет) 92 были экономически активными, 29 — неактивными (показатель активности — 76,0 %, в 1999 году было 82,9 %). Из 92 активных работали 87 человек (47 мужчин и 40 женщин), безработными были 5 женщин. Среди 29 неактивных 6 человек были учениками или студентами, 16 — пенсионерами, 7 были неактивными по другим причинам.

## Достопримечательности
- Церковь Сен-Севрен (XII век). Памятник истории с 1980 года[3]

## Фотогалерея

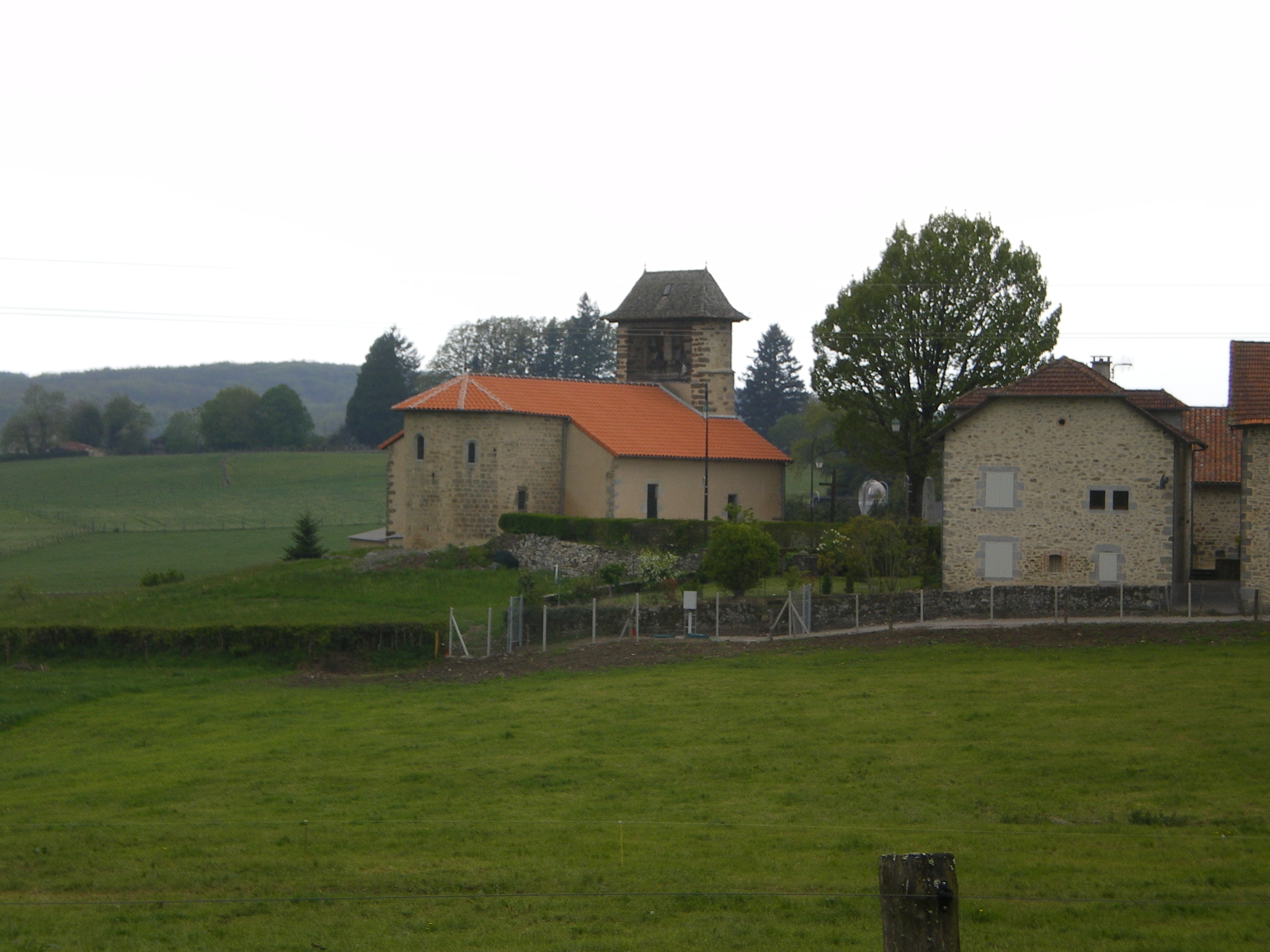
Сен-Сори
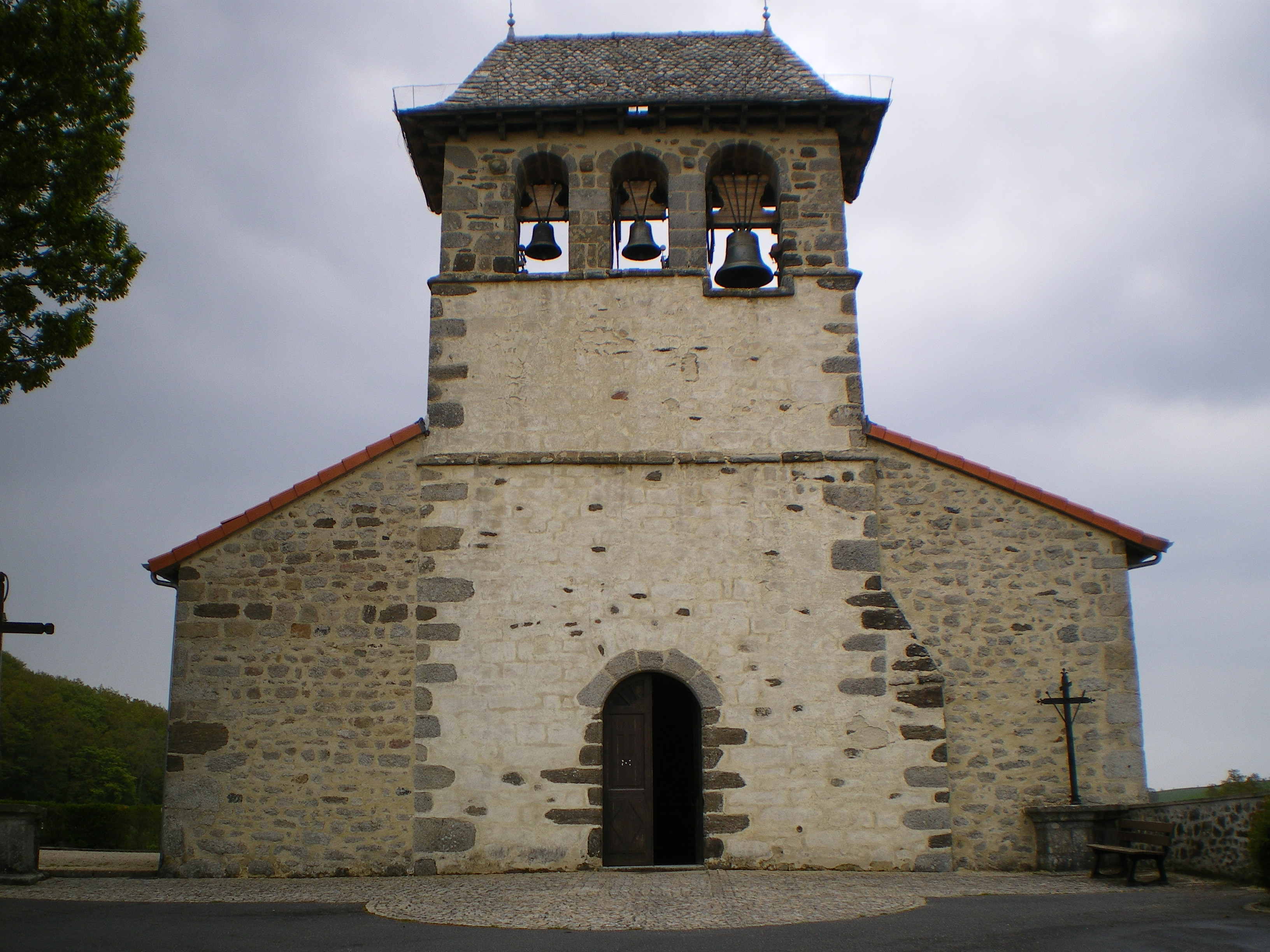
Церковь Сен-Севрен
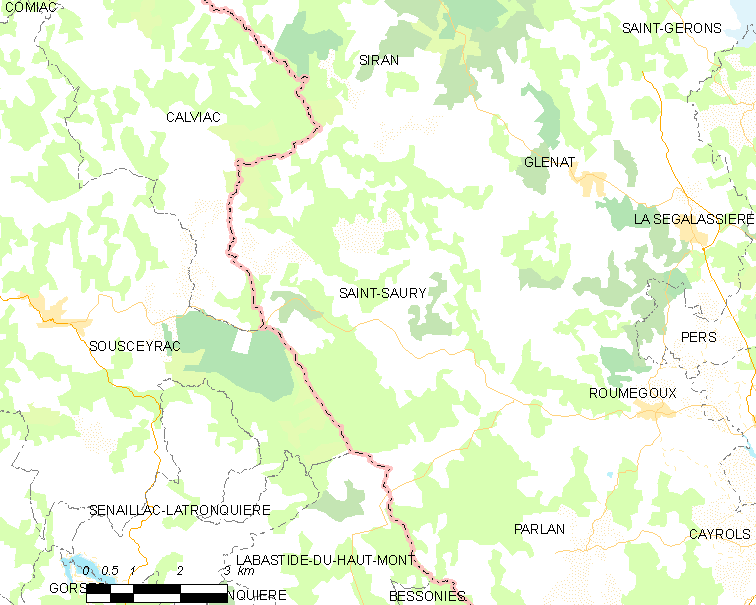
Карта коммуны